# Amphoe Nam Nao

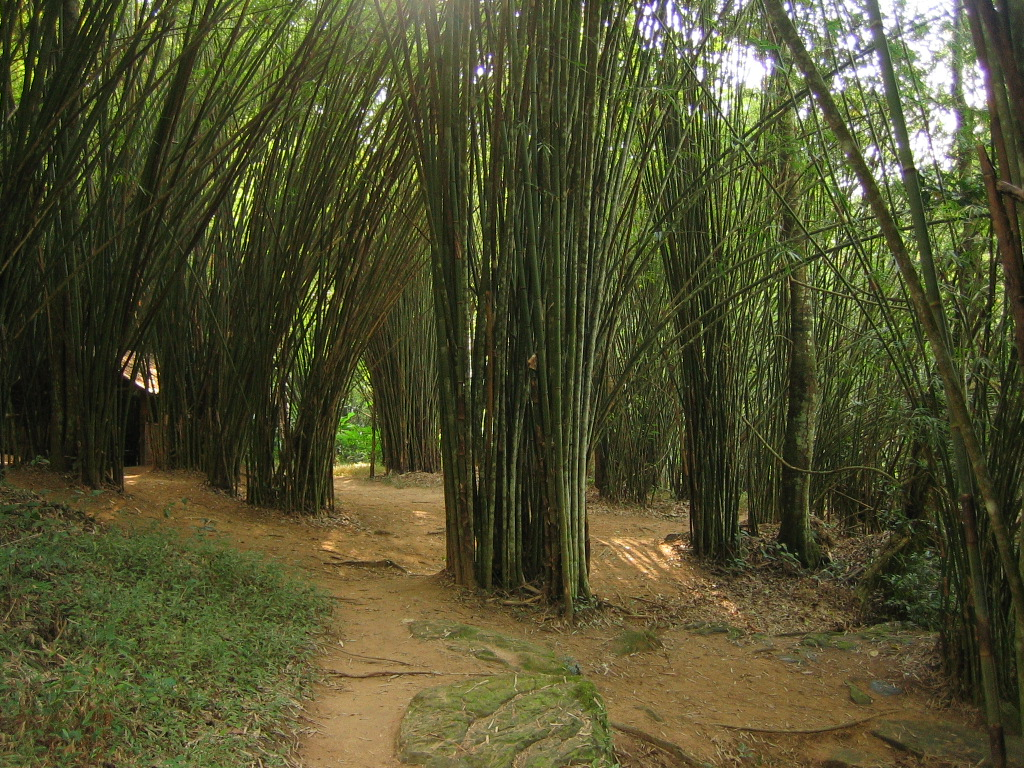
Bambuswald im Nationalpark Nam Nao

Amphoe Nam Nao (Thai อำเภอ น้ำหนาว) ist ein Landkreis (Amphoe – Verwaltungs-Distrikt) in der Provinz Phetchabun. Die Provinz Phetchabun liegt im südöstlichen Teil der Nordregion von Thailand.

## Geographie
Amphoe Nam Nao liegt im Nordosten der Provinz Phetchabun und grenzt von Norden aus im Uhrzeigersinn gesehen an die Amphoe Phu Luang und Phu Kradueng in der Provinz Loei, an Amphoe Phu Pha Man in der Provinz Khon Kaen, an Amphoe Khon San in der Provinz Chaiyaphum sowie an die Amphoe Lom Sak und Lom Kao in der Provinz Phetchabun.

## Geschichte
Nam Nao wurde am 16. November 1978 als „Zweigkreis“ (King Amphoe) gegründet, indem man die Tambon Nam Nao und Lak Dan aus der Amphoe Lom Sak herauslöste.
Die Hochstufung zu einer Amphoe erfolgte am 19. Juli 1991.

## Sehenswürdigkeiten
Infolge der bergigen Gegend bietet Amphoe Nam Nao viele Naturschönheiten, die überwiegend im Nationalpark Nam Nao liegen.

## Verwaltung

### Provinzverwaltung
Der Landkreis Nam Nao ist in vier Tambon („Unterbezirke“ oder „Gemeinden“) eingeteilt, die sich weiter in 30 Muban („Dörfer“) unterteilen.
| Nr. | Name       | Thai   | Muban | Einw. |
| --- | ---------- | ------ | ----- | ----- |
| 01. | Nam Nao    | น้ำหนาว | 06    | 5.109 |
| 02. | Lak Dan    | หลักด่าน | 07    | 3.851 |
| 03. | Wang Kwang | วังกวาง | 11    | 5.600 |
| 04. | Khok Mon   | โคกมน  | 06    | 3.268 |

### Lokalverwaltung
Es gibt keine Städte (Thesaban) im Landkreis.
Im Landkreis gibt es vier „Tambon-Verwaltungsorganisationen“ (องค์การบริหารส่วนตำบล – Tambon Administrative Organizations, TAO)
- Nam Nao (Thai: องค์การบริหารส่วนตำบลน้ำหนาว) bestehend aus dem kompletten Tambon Nam Nao.
- Lak Dan (Thai: องค์การบริหารส่วนตำบลหลักด่าน) bestehend aus dem kompletten Tambon Lak Dan.
- Wang Kwang (Thai: องค์การบริหารส่วนตำบลวังกวาง) bestehend aus dem kompletten Tambon Wang Kwang.
- Khok Mon (Thai: องค์การบริหารส่วนตำบลโคกมน) bestehend aus dem kompletten Tambon Khok Mon.